# Fred Roberts
Frederick Clark Roberts, detto Fred (Provo, 14 agosto 1960), è un ex cestista statunitense, professionista nella NBA, in Italia e Spagna.

## Carriera
È stato selezionato dai Milwaukee Bucks al secondo giro del Draft NBA 1982 (27ª scelta assoluta).
Con gli Stati Uniti ha disputato le Universiadi di Bucarest 1981.

## Palmarès
- Copa del Rey: 1

Barcellona: 1994
- Liga catalana: 1

Barcellona: 1993